# 013号線 (チェコ)
チェコ国鉄013号線（チェコこくてつぜろいちさんごうせん）、別名ボシツェ～ベチヴァーリ線（チェコ語: Železniční trať Bošice–Bečváry）は、チェコ国鉄の鉄道線の名称である。
1882年、オーストリア地方鉄道の路線としてボシツェ～ザースムキ間が開業した。その後、オーストリア・ハンガリー国有鉄道に移管され、1887年にザースムキ～ベチヴァーリ間が開業した。かつては定期列車も運行されていたが、2007年以降運行されていない。

## 運行形態
全て各駅停車。定期列車は運行されておらず、夏季の土曜日・日曜日に限り、旧型車両を使用した「ポドリパンスキー・モトラーチェク」が運行されている。一日２往復の運行で、下記の運転系統が全て一日1本ずつ運行されている。
- ペチキ→ボシツェ→ベチヴァーリ（012号線から直通）
- コウルジム→ボシツェ→ベチヴァーリ（012号線から直通）
- ザースムキ→ボシツェ→コウルジム（012号線に直通）
- ザースムキ→ボシツェ→ペチキ（012号線に直通）
- ベチヴァーリ→ザースムキ　※一日2本運行

2018年以前は、コウルジム行がベチヴァーリ始発で運行していて、ベチヴァーリ→ザースムキの列車が1本のみの運行であった。

## 駅一覧
以下では、チェコ国鉄013号線の駅と営業キロ、停車列車、接続路線などを一覧表で示す。なお、全て各駅停車である。
| 路線名 | 駅名           | 駅間営業キロ | 累計営業キロ    | 累計営業キロ     | 接続路線 | 所在地         | 所在地     |
| ------ | -------------- | ------------ | --------------- | ---------------- | -------- | -------------- | ---------- |
| 013    | ボシツェ駅     | -            | ペチキから 12.9 | ボシツェから 0.0 | 012号線  | 中央ボヘミア州 | コリーン郡 |
| 013    | ボシツェ停留所 | 1.8          | 14.7            | 1.8              |          | 中央ボヘミア州 | コリーン郡 |
| 013    | トウシツェ駅   | 1.6          | 16.3            | 3.4              |          | 中央ボヘミア州 | コリーン郡 |
| 013    | ザースムキ駅   | 3.5          | 19.8            | 6.9              |          | 中央ボヘミア州 | コリーン郡 |
| 013    | ベチヴァーリ駅 | 3.9          | 23.7            | 10.8             | 014号線  | 中央ボヘミア州 | コリーン郡 |